# Bradford Cooper
Bradford Cooper (Singapur, 19 de julio de 1954) es un nadador australiano nacido en Singapur retirado especializado en pruebas de estilo libre media y larga distancia, donde consiguió ser campeón olímpico en 1972 en los 400 metros.

## Carrera deportiva
En los Juegos Olímpicos de Múnich 1972 ganó la medalla de oro en los 400 metros estilo libre, con un tiempo de 4:00.27 segundos que fue récord olímpico, por delante de los estadounidenses Steven Genter  y Tom McBreen.
Y en el Campeonato Mundial de Natación de 1973 celebrado en Belgrado ganó plata en 400 y 4x200 metros libre, y bronce en 1500 metros libre.